# Тагбанва (язык)
Тагбанва — язык народа тагбанва, распространённый в северной части острова Палаван — Филиппинский остров, который вместе с соседними островами составляет самую большую (одноимённую) провинцию в государстве.
Язык тагбанва принадлежит Австронезийской языковой семье (Малайско-полинезийская группа).

## Социолингвистические сведения
Впервые язык тагбанва был обнаружен в 1979 году лингвистами Питером Грином и Томасом Никелем.
Всего говорящих на языке тагбанва — 17200 (на 2005 год), из которых около 500 монолингвов. Зачастую используется в быту, при этом исключительно с представителями народа тагбанва, а значит, язык перестает использоваться в поселениях, населённых не только народом тагбанва. Язык тагбанва в данный момент под угрозой исчезновения, так как молодое население предпочитает разговаривать на более престижных языках острова Палаван, например на тагалоге. Также число людей, постоянно использующих тагбанва сокращается из-за переселения на остров представителей других народностей, вследствие которого возникают интернациональные браки, из-за которых носители языка переходят на более престижный язык.

## Генеалогическая и ареальная информация
Язык тагбанва относится к Малайско-полинезийской группе Австронезийской семьи. В языке тагбанва не выделяется диалектов, однако при продвижении от центра до севера острова Палаван произношение может меняться.
Язык распространён от центра до севера острова Палаван вдоль западного побережья. В основном используется в поселениях, где проживает только народ тагбанва.
Список наиболее крупных поселений, где используется тагбанва:
- Кемденг
- Маулид
- Буонг
- Лумамбонг
- Каубан

## Фонетика
В языке тагбанва выделяется 4 гласных и 17 согласных фонемы.
Ниже представлены классификации гласных и согласных фонем языка тагбанва:
| Ряд/Подъём | Передний | Задний |
| ---------- | -------- | ------ |
| Верхний    | i        |        |
| Средний    | ɨ        | a      |
| Нижний     | u        |        |

|              | Губно-губные | Альвеолярные | Палатальные | Велярные | Глоттальные |
| Взрывные     | p b          | t d          |             | k g      | ʔ           |
| Фрикативные  | ß            | s            |             |          | h           |
| Носовые      | m            | n            |             | ŋ        |             |
| Боковые      |              | l            |             |          |             |
| Одноударные  |              | ɾ            |             |          |             |
| Апроксиманты | w            |              | y           |          |             |

### Ударение
В языке тагбанва ударение ставится на последний, либо на предпоследний слог в слове.

## Типологическая характеристика

### Степень свободы грамматических отношений
Язык тагбанва является преимущественно синтетическим языком, с элементами аналитизма, имеет устойчивую аффиксную и инфиксную систему, однако некоторые грамматические показатели выражаются служебными словами (например падежи). Инфиксы вставляются после первой согласной корня.
|           | Номинатив | Генетив | Объектив |
| --------- | --------- | ------- | -------- |
| Личный    | ti        | ni      | ki       |
| Безличный | ya        | ka      | ka       |

- Номинатив:

|  | Doon ka Malaya ti Beto.           |    |        |    |      |
|  | doon                              | ka | Malaya | ti | Beto |
|  | d3o                               | o  | Malaya | n  | Beto |
|  | ‘Бета находится здесь, в Малайе.’ |    |        |    |      |

- Генетив:

|  | Idiniklara ni Presidente Marcos ya martyalaw.            |    |            |        |    |             |
|  | i-in-diklara                                             | ni | Presidente | Marcos | ya | martyalaw   |
|  | cmp.naf-_-declare                                        | g  | President  | Marcos | n  | martial.law |
|  | ‘Военное положение было объявлено президентом Маркосом.’ |    |            |        |    |             |

- Объектив:

|  | Ki Narding ya luak aliti.            |         |    |          |         |
|  | ki                                   | Narding | ya | luak     | aliti   |
|  | o                                    | Narding | n  | farmland | lk: d3n |
|  | ‘Вон та ферма принадлежит Нардингу.’ |         |    |          |         |

| Аффикс | Семантическое значение                                                                                         |
| ------ | --- |
| -an    | Глагол или существительное получает значение места, с которым оно ассоциируется                                |
| mag-   | Добавляет коллективный аспект существительному, «все из»                                                       |
| manig- | Превращает глагол в существительное, имеющее значение объекта, который делает/не делает действие этого глагола |

- -an
ulo ‘голова’ ulo-an ‘подушка’

- -mag
anak ‘ребёнок’ mag-a-ra-nak ‘всех своих детей’

- -manig
tukot ‘собирать’ manig-tukot ‘сборщик’

### Характер границы между морфемами
Язык тагбанва относится к языкам агглютинативного типа, однако при образовании глаголов для выделения активности существительного (актив-пассив) границы между морфемами могут стираться.
- sayod + i- pu- > ipusayod
sayod (сообщать) + i- pu- (несовершенный вид) > i-pu-sayod (сообщает)

- kita + maka- > makakita
kita (видеть) + maka- (мочь) > maka-kita (иметь возможность увидеть)

### Тип маркирования
- В именной группе — зависимостное маркирование:

|  | bavoy         | ni | Danilo |
|  | pig           | g  | Danilo |
|  | Свинья Данило |    |        |

|  | hula               | ka | Biblia |
|  | prophecy           | g  | Bible  |
|  | Пророчество Библии |    |        |

- В предикации — двойное маркирование.

Предикат выражает фокус участников ситуации:
- AGENT FOCUS (AF) — если участник в номинативе агенс или экспериенцер;
- NON-AGENT FOCUS (NAF) — если участник в номинативе имеет другую семантическую роль.

Существительные маркируются падежами.

|  | Nakitaan niya ya bulawan. |      |    |         |
|  | na-kita-an                | niya | ya | bulawan |
|  | pot.cmp.naf-see-_         | 3sg  | n  | gold    |
|  | ‘Он видел золото.’        |      |    |         |

### Тип ролевой кодировки
Тагбанва имеет тематический тип кодировки, как и остальные филиппинские языки, то есть существительные противопоставляются не только как объект и субъект, но также по центральной и побочной роли в предложении, при этом активность существительного выражается аффиксами в глаголе.

|  | Putþkþran nila ya bavoy nila.  |      |    |        |      |
|  | pu-tþkþd-an                    | nila | ya | bavoy  | nila |
|  | inc.naf-привязывать-naf-       | 3pg  | n  | свинья | 3pg  |
|  | ‘Они привязывают свою свинью.’ |      |    |        |      |

|  | Nilivot ko lito Palawan.            |     |      |         |
|  | in-livot                            | ko  | lito | Palawan |
|  | cmp.naf-патрулировать               | 1sg | d1n  | Палаван |
|  | ‘Я патрулировал здесь на Палаване.’ |     |      |         |

### Базовый порядок слов
- Тагбанва имеет порядок слов VSO (V — глагол, S — субъект, O — объект).

|  | Binivit niya ya bato. |      |    |        |
|  | in-bivit              | niya | ya | bato   |
|  | cmp.naf-взять         | 3sg  | n  | камень |
|  | ‘Взял он камень.’     |      |    |        |

## Языковые особенности

### Особенности некоторых фонем
- Взрывная альвеолярная t может переходить в палатальную tʃ перед гласной верхнего подъёма i, либо в заимствованных из испанского словах:
  - [tʃSilab]
отрыжка
  - [diRitʃSo]
напрямую

- Гласная переднего ряда нижнего подъёма u произносится, как гласная заднего ряда среднего подъёма o, если она стоит в последнем слоге слова:
  - [paksul] > [paksol]
траншея

### Система местоимений
|                       | Номинатив | Генетив  | Объектив     |
| 1st Singular          | ako       | ko       | kakɨn, kɨn   |
| 2nd Singular          | kawa, ka  | mo       | kanimo, nimo |
| 3rd Singular          | kanya     | niya, ya | kanya        |
| 1st Plural, Inclusive | kita      | ta       | katɨn        |
| 1st Plural, Exclusive | kami      | kamɨn    | kamɨn        |
| 2nd Plural            | kamo      | mi       | kanimi       |
| 3rd Plural            | tila      | nila     | kanila       |

В языке тагбанва используются эксклюзивы и инклюзивы, показывающие включённость и невключённость
адресата речи в дейктерическую сферу местоимения 1-го лица множественного числа.

## Список сокращений
1. 1pexg — 1st person plural, exclusive, genitive
2. 1pexn — 1st person plural, exclusive, nominative
3. abl — abilitative aspect
4. cmp — completive aspect
5. af — agent focus
6. part — participatory aspect
7. inc — incompletive aspect
8. naf — non-agent focus
9. 3pg — 3rd person plural, genitive
10. n — nominative case
11. 1sg — 1st person singular, genitive
12. d1n — demonstrative pronoun, near, speaker, nominative
13. d3o — demonstrative pronoun, far away, oblique
14. g — genitive case
15. o — oblique case
16. lk — linker
17. d3n — demonstrative pronoun, far away, nominative
18. 3sg — 3rd person singular, genitive
19. pot — potentiality aspect

## Список использованной литературы
- Scebold, Robert A. 2003. Linguistic Society of the Philippines Special Monograph Issue 48. Manila: Linguistic Society of the Philippines.